# 特命係長 只野仁
『特命係長 只野仁』（とくめいかかりちょう ただのひとし）は、講談社『週刊現代』にて連載されていた柳沢きみおによるサラリーマンとアクションをテーマとした長編漫画。続編に『新・特命係長 只野仁』・『特命係長 只野仁 ファイナル』・『特命係長 只野仁 ルーキー編』・『特命課長 只野仁』がある。
2003年から2012年までテレビ朝日系においてテレビドラマ化された。また2017年にも新作が放送された。

## 概要
講談社『週刊現代』で2007年4月21日号まで連載された。連載終了後も本誌の広告の企画コーナーでイラストがたびたび掲載されていた。2009年1月10日・1月17日新年特大号より『特命係長 只野仁 リターンズ ルーキー編』として連載が再開したが、2009年6月27日で『週刊現代』での掲載は終了した。
以後は『ケータイ★まんが王国』にて連載し、2010年『月刊ヤングマガジン』2月号から『特命係長 只野仁 ルーキー編』として雑誌での連載が再開したが、『月刊ヤングマガジン』と『ヤングマガジンサード』の合併に伴い、2021年5月号をもって『ヤンマガWeb』に移籍連載となる。2023年9月16日で連載は終了した。
『週刊現代』での連載終了から間もなく、『日刊ゲンダイ』でも2007年7月2日号（6月30日発売）から2020年6月23日号（6月22日発売）まで『特命係長 只野仁 ファイナル』が連載された（2007年6月30日発売分以外は月〜金曜日発売分に連載。2019年12月からは月〜木曜日発売分に連載）。
2010年には『週刊ヤングマガジン』創刊30周年企画として、『特命係長 只野仁 ルーキー編』が短期集中連載されていた。
2020年1月から発売の『月刊柳沢きみおマガジン』（電子書籍）第1号より『特命課長 只野仁 大人味』が連載され、『月刊柳沢きみおマガジン』が第20号で休刊後も電子書籍で配信、書き下ろし有の単行本発売の形式で発表されている（2024年12月現在）。
2020年12月から2023年1月までLINEマンガにて『特命係長 只野仁 令和編』が連載されていた。
『週刊現代』での連載分の単行本はぶんか社コミックから出版されている。『特命係長 只野仁 ルーキー編』および『特命係長 只野仁 ファイナル』の連載分の単行本は以前はBbmfマガジンで出版されていた。『特命係長 只野仁 ルーキー編』は2013年から講談社にて刊行されている。『特命係長 只野仁 ファイナル』は2013年から2019年までぶんか社にて刊行、2019年9月から楽楽出版にて刊行されている。
作品中に、登場人物のセリフを借りて、作者である柳沢個人の「ものの考え方」が描かれることが多い。主に人間の欲や人生観が多く描写されている。
注：以降の記述は『週刊現代』版に基づいている。

## 登場人物
ここでは無印を「旧」、新特命係長を「新」と表記する。キャラクターの年齢の推移については変更が多い。
只野 仁（ただの ひとし）
主人公。電王堂総務二課の係長。年齢不詳で作中ではたびたび30代と呼ばれてきたが「ファイナル」では38歳、「ルーキー」では入社時23歳、「特命課長」では50歳と紹介された。
本名は「ただのじん」であるが周囲からは「じん」ではなく「ただのひと」とちゃかして「ただのひとし」と呼ばれている。「ルーキー」においても「ひとし」の方で紹介されている。
表向きは月に半分は早退・遅刻・欠勤で、地味で冴えない窓際係長だが、裏の顔は会長の特命を受け、社内外のトラブルを秘密裡に解決するトラブルシューター。この仕事は生き甲斐みたいなところがあると語り、やめるつもりは一切ない。しかし、今の会長以外に仕える気もないと述べている。一部では「黒川の切り札」とも呼ばれており、「ファイナル」においては「社内のトラブルを解決する特命社員」の存在が都市伝説レベルで語られるようになってきている。サボりの常習犯でもあるにもかかわらず、クビにもならず係長になっていることから「ものすごいコネで入社したお坊ちゃん」という噂があり、「ファイナル」でも語られているが本気にしている者は誰もいない。
会長秘書の坪内紀子は、昼の只野を毛嫌いしているが夜の只野のことは結婚を迫るほどに好いている。きっかけは、坪内がチンピラに因縁をつけられた際に助けたため。
一見すると非情とも言える決断を取ることもあり、基本は情に駆られずクレバーに立ち回る。一方で情け深いところがあり、自業自得で退職を迫られることになった社員に同情し、自分の一存で見逃したことがある。連載初期は会長相手でも皮肉ったりすることがあった。「ルーキー」では言動が若くスケベな性格となっており、相槌や驚き方などの反応を含めて後述の森脇に近い。
入社のきっかけは、東都体育大学（部はラグビー部、趣味は空手、空手の練習が日課になっている。大学のモデルは日本体育大学らしい）在学中に立ち退きを拒否していた大家の娘がヤクザに拉致されたのを助けた際、同じヤクザに電王堂社員の不祥事で恐喝され交渉しようとしていた電王堂の黒川社長（現・会長）に見初められたことから。只野自身は「昼はお笑い芸人、夜は裏社会の住人」というポジションが気に入っていると述べている。当初は未熟だったため、指南役として一流探偵事務所の美人所長・森葉を紹介されている。彼女からは尾行の基本からセックスの手ほどきまでしてもらっており、今でも只野にとって憧れの女性となっている。
高級マンションに住んでいるが、隣接するボロアパートをダミー住居に使っている（居室も隣接しているため窓から出入りする）。これは森葉が用意した住居で、家賃は電王堂支払いとなっている。
特技はSEXと空手で、会長秘書の坪内紀子と朝売テレビアナウンサーの新水真由子とは関係を持っている。昼の只野はもちろんモテないが、同僚の山吹一恵は昼の只野に興味を持ち、後に恋愛感情を抱かれている。しかし、只野自身は今の仕事をしている以上は家庭を持つことはできないとして避けている。
武器はヌンチャクとガラケー。あえてスマホを持たずガラケーを使っており、非常時にはこれを投擲して攻撃する。
原則、特命遂行以外で暴力は使わないが「どんな理由があっても男は女に手を上げてはならない」というポリシーから、街で女に暴力を振るう男を見ると容赦なく制裁する。ただし、刃傷沙汰を起こしそうだった女性社員にガラケーを投げつけ、手の甲を骨折させるなど非常時では話は別。
喫煙者で、コイーバシガレットを愛飲している。ただし、劇中においてタバコを吸うシーンは少ない。好きな映画は『まむしの兄弟』の模様（映画撮影現場で探していたところから）。
夜の只野になると服装や髪型が変化し、当初はスーツ姿にオールバックだったが後に変更され、服装はラフなジャケットになり髪型は前髪を上げている以外昼の只野と変わらなくなった。代わりにサングラスをかけて素顔を隠している。「ルーキー」ではこのスタイルは、森葉から教えてもらったものとなっており、只野自身好んで使用するようになったという設定。
連載当初は只野が築いた「裏の人脈」の協力者（大物組長の妻や正体不明の美女など）がいたが、連載が進むにつれて協力者の影は無くなって行った。
作中で只野は独身主義をうたっているが、これは「裏の世界で生きているから恋人を巻き込んでしまう」というもの。
佐川 和雄（さがわ かずお）
電王堂総務二課の課長。49歳。「新」では51歳→57歳。「ファイナル」では58歳→60歳。「ルーキー」では係長で43歳（ただし後に35歳の同期が登場している）。
お尻フェチであり、無類のアナルセックス好き。女にモテない人生だったため必死で勉強して一流大学に入り、電王堂に入社したという経緯を持つ。しかし窓際課長に追いやられたことですっかり荒み、よく只野を飲みに誘って愚痴をこぼしている。当初は酔うと気が大きくなるという設定だったが、連載の長期化に伴い温厚な人格となった。自分でも無能と理解しており、さらには平々凡々から抜け出せなかったことからかやや卑屈気味。
「旧」では妻と子供二人（片方は娘）と暮らしていたが後に別居を得て離婚。別居後はボロアパートで一人暮らしをしていたが、伸子という女性から声を掛けられ男女の仲になる（佐川が父親に似ていたという理由により）。しかし、彼女には婚約者がいたため故郷に戻らなくてはならなかった。佐川と過ごした日々は都会の想い出として持ち、伸子は去ってしまった。このことにより気落ちした佐川は以後も尾を引き、「新」においてうつ病に罹ってしまう。しかし、和美との出会いやそれによってもたらされたトラブルを得て立ち直った。
「ファイナル」では和美と共に新居へ引越しした。ボロアパートには愛着もあったようだが、引っ越し後ではあまりにボロかったのを改めて認識し呆れていた。
連載当初は只野を虐めるイヤミな上司として描かれており、窓際に追いやられた鬱憤を只野にぶつけたりして怒りっぽかったが、後に只野とは気さくな間柄となり穏健寄りな性格になった。また口ヒゲを生やしたり、剃ったりしていたが、「ファイナル」では口ヒゲが完全に定着した。「ミスター・アルマーニ」こと入江部長とは同期であり親友同士。出世頭の入江とは逆に自分はリストラ確実のお荷物社員と自覚しており、実際に一度リストラの危機に晒されたが、只野が会長に頼んだことで見逃してもらうことになった。この事実を知らないため、佐川は自分や只野がリストラされないことに疑問を抱いている。
精力のある巨根であり、様々な女性と関係を結んだり、人間関係のトラブルに巻き込まれている。いずれも佐川自身は無傷や大きな損害を追うことなく過ごしているが、その分心労が激しく、「新」ではうつ病や統合失調症になりかけていた。しかし、いずれも立ち直っている。「ファイナル」では定年間近になって退職も考えたが、和美という支えを得て仕事を続けることを選んだ。
只野の特命の合間合間に只野や入江、和美らと「人生について」を語ることが多い。また語る内容は只野の特命に関係するものである。
黒川 重蔵（くろがわ じゅうぞう）
電王堂の会長。「ルーキー」では社長で58歳。「特命課長」では90歳を迎えた。
禿げ上がった頭に肥満体型だが、厳かな雰囲気をまとう。会社の利益を第一とし、社員の存在が不利益を被ると考えたならば迷わず斬り捨てる。目をかけて可愛がっていた部下であっても、自分を失脚させようと刃向かってきたのならばスキャンダルを捏造し、会社から追放することも厭わない。このように冷酷冷徹な性格であり、「社員（個人）よりも組織が大事」と豪語していたが、実際は「電王堂全社員とその家族を守る」という理念を持っているが故だった。また「新」の終盤からは表情の変化が多くなり、「ファイナル」では前述のような冷たい雰囲気はほとんどなくなり、只野とも気さくに話すようになった。ただしコネ入社に関しては「我が社の貴重な収入源の一つ」としているためやめるつもりはないという。
孫娘の紀子を可愛がっており、只野から「孫バカ」と思われている。孫娘に見合い結婚を勧めたこともあるが拒否された。
ドラマ版では紀子は「今の妻の前につき合っていた女性の娘」という設定で、紀子はこの事実を知らない。またリストラがほぼ決定的だった佐川に自ら電話をかけ、リストラにはしないという旨を説明している（只野の頼みを聞いたため）。原作でも佐川のリストラを見逃してほしいと只野に頼まれたが口出しは無用として一蹴している。しかし、只野がヤクザに刺されて大怪我を負ったので手土産として佐川のリストラを取り消している。
各シティホテルの経営者とはツーカーの仲のため、ターゲットがシティホテルに泊まっていれば探し出せる。作中ではたびたびこの繋がりを利用し、只野の特命を支援している。あくまでシティホテル限定なのでラブホテルは無理だという。
戦後の暗黒時代を生き抜き、電王堂を大企業にしたという背景を持つ。ドラマ版SP第1弾では、電王堂の会長になる前は議員秘書という設定。
山吹 一恵（やまぶき かずえ）
電王堂総務二課の新人OL。初登場時20歳。「新」では22歳。以降の年齢やスリーサイズは不明。シリーズ一貫して処女。「特命課長」では37歳になり係長に昇進している。
おっとりした言動を見せるが、実は行動的で気が強い性格。基本的には意味もなく他人を傷つけたり罵倒したりしない優しい女性であり、黒川会長からも「優しそうな山吹君」と言われたことがある。
巨乳のナイスバディでありながら「可愛い」と評される容姿をしており、大勢の男たちの目を惹いている。社内でも坪内や足立と並ぶ有名な美女。
当初は昼の只野への好奇心（ダメ社員なのにクビにならないなど）から興味を持ち、次第に興味から好意へと変わっていった。そのダメっぷりに母性本能をくすぐられ「可愛い」と思っている。しかし「ファイナル」では只野をただの変人と考えたり、ホモ疑惑までかけるようになった。只野を見ている内に正体に疑問を持ち始め、独自に調査したりしたがいずれも見破られ失敗している。
連載初期は野村の噂を知らなかったらしく「女子社員憧れの野村課長に声をかけてもらった」と舞い上がり、デートをOKしてしまう。これを看過できなかった只野の罠（金で雇った女たちに「野村に捨てられたという演技」をさせる）により、山吹も野村に興味を失くした。ドラマ版ではこの役回りは山吹ではなく坪内が行っており、デートの相手が野村と知った会長から特命を受けた只野が前述の罠を仕組んだというものになっている。
只野と佐川の昼食に乱入することが多い。「ファイナル」から登場した足立とは只野に惚れた者同士として友人となった。以降は足立も加えて只野、佐川の四人で食事をする機会が多くなった。
男運は非常に悪く、イケメンから好かれるがいずれもゲスな内面を持っていたため、（特命の結果的に）只野に追い払われている。そのため本格的につき合っている男性がいない。
コンビニコミックス「ブラックハート編」に収録された「山吹のHな夢（描きおろし）」では、ワイルドで性欲旺盛な只野とセックスをする夢を何度も見てしまう。このため処女でありながら夢の中で非処女となっていた。
ドラマ版ではOLたちのリーダー格であり非常に気が強く、当初は只野を毛嫌いしていた（只野に盗撮疑惑がかかった時も犯人と思い込んでいた）。階段から落ちたところを助けられたのをきっかけに心を開くようになった。また怪力でもあり、特命中の只野を助けたこともある。
坪内 紀子（つぼうち のりこ）
電王堂の会長秘書。初登場時24歳。「新」では26歳→30間近。「ファイナル」では31歳。スリーサイズは88・62・92。電王堂一番の美人とされており、只野や野村の見立てでは新水や山吹よりも巨乳とされている。
実は会長の孫娘（会長の娘の子）だが、当初この事実を知っているのは人事部長だけで、後に只野も知ることになった。スタイル抜群の美女だが、高飛車で気が強く、非常に怒りっぽい性格。ドラマ版では「黒川が今の妻より前につき合っていた女性の娘」という設定になっており、紀子はこの事実を知らない。
当初は昼の只野を無視し、「ゴミ」とまで言い放つほど毛嫌いしていた。しかし、チンピラに因縁をつけられたところを夜の只野に助けられたことで一方的に惚れる。昼と夜の只野が同一人物とは気づいておらず、これに関して只野は「『只野係長』は坪内にとって意識の外の存在」と解釈している。
総会屋の刺客・カミソリの竜に狙われた際は彼を「夜の只野」と勘違いし、恋愛感情を抱いてしまう。正体を知った後でもその想いは変わらず、竜を改心させるとまで言い出し会長の意見さえも撥ねつけた。しかし、竜は只野に敗北し撤退。坪内はヤケ酒の勢いで只野に迫り、肉体関係を結んだことで本格的に惚れ込んだ。以後も肉体関係を持ち続け、行為の後には只野に結婚を迫るのが日課となっていたが、会長にバレることを危惧した只野に去られてしまう。このため「ファイナル」においては只野とのセックスシーンがない。
新水とは出会った当初から仲が悪い。何度か野村の誘いに乗ってデートをしたが元から眼中になく、さらに野村のスケベな本性を知ってからは完全に軽蔑している。
ドラマ版ではヒロイン的存在であり、只野との肉体関係はないが特命にも絡むなど出番が大幅に増えている。また新水とも恋のライバルとしてある種の友情を築き上げた。その他、カミソリの竜を只野と勘違いする展開はなくなり、一度は気を許したが正体と本性を知ってからは罵倒している。
新水 真由子（しんみず まゆこ）
朝売テレビの女子アナ。「ファイナル」からフリーとなり、年収は1億を越えるという。初登場時24歳。「新」では26歳→30間近。「ファイナル」では31歳。身長168センチ、スリーサイズは上から90・62・95。
女子アナの中で一番とされるフェロモン女。只野の見立てでは坪内の方が巨乳らしい。ドラマ版では逆に、小柄で貧乳キャラとして扱われている。
武闘派ストーカーにつきまとわれた際に特命を受けた只野に助けられ、以後は彼に「正体をバラす」と肉体関係を強要し、暇さえあればホテルで抱かれている。
只野に一方的に惚れているが、肝心の只野から恋愛感情は持たれていない（気に掛けられてはいるが）。
テレビ局関係の特命では只野を手伝うこともある。坪内とは似たような性格のため仲が非常に悪く、初対面から険悪な雰囲気だった。ドラマ版では坪内とはライバルであるが、女同士の友情を育むなど原作ほど不仲ではなく、顔を合わせることも多かった。
性欲旺盛で当初は自慰行為をしていたが、「新」ではオナニーはしない主義になっていた。しかし、只野に抱かれない時は我慢できず慰めるようになっていた。
野村 俊夫（のむら としお）
営業二課の課長で只野の同期。「新」では33歳。「ルーキー」では23歳。
二部上場企業「野村ゴム（コンドーム製造会社）」の御曹司（社長の息子）で、電王堂にはコネ入社した。ただし当人は実力で入社したと思い込んでいる。第一話では彼のトラブル（未成年を抱こうとしてヤクザの罠にかかり脅された）を解決するため只野が動くこととなった。これに関して会長は「クズみたいな特命」と述べている。この後、ほとんど間を置かず「派遣から正社員にする」と派遣OLにウソをついて食い物にしており、それで騒がれたためまたもや只野に助けられることとなった。ここまで不祥事を重ねているのにクビにならないのは、「野村ゴム」が電王堂の大スポンサーであるため。
登場当初は「結婚をエサに女性を弄ぶ男」として描かれたが、連載が進むにつれて女を食い物にするような描写は無くなった。
女癖が悪くキャバクラやソープなどで女を買っては抱いている。お坊ちゃま育ちの四高男（高学歴・高収入・高身長・イケメン）であり、その気になればモテるのに、セックスではマグロ状態で女に奉仕させて楽に気持ちよくなろうとしているので恋愛に関しては積極的ではない。自分に相応しい女として坪内や山吹を狙い始めるが、恋愛感情よりも性欲の方が遥かに強い。本性を見透かされているので美女たちからまったく相手にされていない。後に電王堂の美女たちを「透視」するようになり、裸体を妄想しては不注意から階段を転げ落ちて怪我をするようになった。
腰巾着の今岡係長とコンビで只野や佐川を見下していたが、手を出すたびに痛い目ばかり遭っている。
今岡からゴマスリされているが、実はまったく尊敬されていない。野村自身もそれに気づいている様子。
「ルーキー」に登場した際は、当初は只野と仲が良かったが、次第に時折只野をバカにするような言動を見せるようになる。当時から性欲旺盛で欲望に忠実だっため、只野からは微笑ましそうに見られていた。
ドラマ版でも女好きという設定は同一だが、坪内との絡みが多く、「夜の只野を見た」と言い、探しに行くという名目でデートに連れ出すなど悪知恵が働く。しかし、坪内からはきっぱりと「恋愛対象になるなんてありえない」と言われている。
仕事をしている描写が皆無であるため能力の判別はできないが、野村自身は「優秀」と言い切っている。
今岡（いまおか）
電王堂営業課の係長。「新」では35歳。野村より年上だが常にゴマを擦っている腰巾着。糸目で、たまに目を開く。只野や佐川のことをバカにしている。野村についていく理由が「無能なので生き残るため」なだけで、彼のことはまったく尊敬していない。内心では「野村のバカ」と軽蔑している。只野を童貞とバカにしていたが、実は今岡自身が童貞。しかも只野には見抜かれている。
「新」では独白でも「野村様」と呼んでおり、敬語も使っている。ただし激昂すると口調が一変する。山吹が社内一番のイケメンから好意を寄せられたことに嫉妬にした野村から、彼女の尾行を命じられ、一時後をつけ回していた。その際に山吹のヒップに魅了され、イケメンがフラれた後もしばらくつけ回していた。後に見切りをつけてやめている。
「ファイナル」では野村の自滅行為を無言で呆れた様子で見ていることが多くなり、あまり心の声が描かれなくなった（反目の描写がなくなった）。
ドラマ版では「久保 順平」という名前になっており、野村の腰巾着という設定は同じだが、野村に対し恋愛感情を見せるなど腹黒さはなくなっている。
深田 美沙（ふかだ みさ）
巨乳の新人女子アナで新水の後輩。「昌子」として登場した時は22歳。「新」では24歳。身長166センチ、体重50キログラム、スリーサイズは88・58・86。処女。
極度のオナニー狂いで、毎朝自分を慰めており、仕事中もオナニーしたいと考え、仕事中でも隙あらば抜け出して自慰を行い、家に帰るとまたオナニーに耽るという日々を繰り返している。一方で局内の評価は高く、将来大物になると目されている。
「昌子」として登場した時は、二人組のストーカーに悩まされていたところ、新水を介して只野を紹介してもらい助けてもらった。この際、只野にホレており、新水の恋人だとわかっていながらも恋心を抑えることができないでいた。
「旧」73話から新たにデザインを一新して登場し、75話にてベースボールニュースのキャスターに大抜擢された。
「新」では髪型や髪色を変え、イメチェンして再登場。しかしすぐに元に戻った。
山下（やました）
総務二課のOLで山吹の先輩。
電王堂内の噂話について詳しく、お坊ちゃま疑惑のある只野はもとより野村の悪評についても知っており山吹に話している。この情報通ぶりは「ファイナル」においても健在であり、只野と同期のイケメン社員の詳細を語っている。
只野に関しては「人畜無害だけど男としての魅力がない」と評し、佐川のことは「窓際になってるストレスをおぼっちゃまらしい只野さんをいじめることでいやしてるセコイおやじ」と述べ、歯に衣着せぬ物言いで山吹を閉口させた。「ファイナル」では佐川が日々の疲労（心労）から仕事中に居眠りをした際は「またかよ……」と呆れていた。
「旧」では妖艶なお姉さん的な顔立ちだったが、連載が進むにつれて坪内のような美人寄りの顔立ちに変化していった。
ストーリーには絡まないモブキャラクター的な扱いであるが、「ファイナル」においても継続して登場しており山吹とセットで描かれることが多い。また山下の他に二名の女性社員もモブキャラクターとして出ており、山吹を入れて四人組で活動しているのがよく見られる。
河井 義介（かわい ぎすけ）
総会屋R会の総帥。71歳。
電王堂の黒川とは個人的な因縁があり、怨みを晴らすべく電王堂を潰そうと画策している。手始めにカミソリ竜をけしかけた。しかし、失敗したため竜に激昂してしまう。その後、竜から電王堂の重役が次々と襲われている話を聞き喜んでいた。これが最後の登場となり、黒川との因縁も詳細が語られることはなかった。
細川 竜一郎（ほそかわ りゅういちろう） / カミソリの竜
連載初期における只野の宿敵。総会屋R会の大幹部にして一番の切れ者。33歳。
作中では「竜」と呼ばれることが多く、容姿は只野と似ている。
右目に縦長の傷跡があるのが特徴。カミソリよりも鋭く、氷のように冷たい男と言われており、多くの企業から恐れられている。自分と似ていると評される只野のことは以前から強く興味を持っていた。ドスを使わせれば生身の只野でも苦戦するほどの実力を持つ。幾多の女をシャブとアナルセックスで篭絡しモノにしてきた。
初登場となったのは原作2巻「宿敵」から。R会の総帥・河井の命により黒川を失脚させる作戦を行うことになった。坪内が会長の孫娘だと知ると彼女をシャブ漬けにしてスキャンダルをでっちあげようとする。だが、坪内が竜を「チンピラから助けてくれた恩人」と誤解したことで善人を装って接近。坪内の肉体をモノにした上でシャブ漬けにしようと目論むが、只野に阻まれたことでドスを使って対決。しかし、人に見られて騒ぎになったためお互いに引き下がる。坪内の身体を諦めきれず山奥の宿屋に連れて行き、行為に及ぼうとする。ここでまたもや只野に阻まれ、ついに本格的な対決となる。ヌンチャクを用意していた只野には及ばず敗北を喫し、さらには脅されて「坪内をシャブ漬けにしようとした総会屋」であることを肯定する発言をさせられてしまい、屈辱にまみれながら撤退していった。
二度目の登場では、電王堂に怨みを持つ総会屋・暴力団が暗躍しているのに目をつけ、総会屋の組長の情報を流すことで只野を誘き出し始末しようとした。しかし、一瞬の隙を突かれて逃げられてしまい、総会屋の組長は拉致され作戦は失敗した。
三度目は、電王堂の社員の手に拳銃が渡るように仕組み、脅しをかけて傀儡にしようと暗躍。会長室に拳銃を置かせ、警察に連絡して拳銃の不法所持をでっちあげて黒川会長を罠にハメようとした。しかし、竜の存在を察知した只野に待ち伏せされ、不意打ちの一発で気絶させられた上に拳銃を返されてしまう。最後にもう一発殴られ「俺がいる間は二度と電王堂に手を出すな」と言い捨てられ放置された。その後、歯ぎしりしながら只野に復讐を誓った。
以降は長らく姿を見せなかったが「新」の13巻にて再登場。街中でたまたま昼の只野を見かけ、自分を打ちのめした黒川の懐刀ではないかと疑問を抱く。そこで電王堂の社員の一人を脅してスパイに仕立て、さらに只野と仲がいいという山吹を拉致。只野が山吹の救出に現れたタイミングで「只野係長」が社内にいるかスパイに確認を取る。しかし、こうなることを見越していた只野は事前にそっくりさんを用意していたため、竜は騙されてしまう。ここで只野からタイマンを提案される（代わりに警察には通報しないという条件で）。竜は決闘場所に倉庫内を指定し、ドスと鉄棒の二刀流で有利に戦うが、ヌンチャクの二刀流を切り札にした只野には及ばず額を割られて敗北。最後まで只野に勝つことはできず敗れ去り、最後に只野から「じゃあな、カミソリの竜」と告げられた。この台詞の通り以後は登場していない。
ドラマ版では一話限りのゲストとして登場。好青年を装って坪内に近づき、信頼を得たところで拉致。黒川会長のスキャンダルを捏造するため麻薬中毒者に仕立てようとし、駆けつけた只野と対決となった。ヌンチャクを手にした只野を圧倒するも、片目が見えない弱点に気づかれ、只野に誘導された先にある障害物に気づかずぶつかった隙を突かれ敗北した。
金子 修二郎
電王堂の社長でナンバーII。黒川会長の子飼いの一人。初登場時65歳。フルネームは「新」にて判明。
「新」では黒川会長を失脚させる黒幕として登場。副社長の越井恵介、二人の専務の柿沢研、遠堂完治と共謀して後述のちずるママを唆し、会長とホテルに入った（性行為はしていない）という事実を捏造し、退任を要求する脅迫状を送り付けた。しかし只野によって越井副社長の暗躍が暴かれ、会長に問い詰められた越井は連判状を持ち出す。そこで金子社長ら残りの三人が集まり、会長に「自分たちが会社にしがみつけ時間は限られている」「会長がいなくなれば自分がトップに立ち、同志たちも出世できる」「私たちイエスマンが今日まで会長の手足となり、自分を犠牲にしてきたからこそ会長は椅子に座れている」ことを話す。会長も引退を考えていたこともあり退任するか迷っていたが、只野との会話を受けて継続を決意。結果、会長は今回の造反を見逃すことに決めた（つまりお互いに痛み分け）。しかし、金子社長たちは居心地の悪さから2年以内に退職してしまい、結局は自滅という幕引きになった。以後は登場せず、「ファイナル」においては鈴川という人物が社長となっている。こちらの「社長」も会長を追い落とそうとしたため、只野に悪事を暴かれて失脚した。

### 「新」からの登場人物
森脇 幸一（もりわき こういち）
只野を先輩と呼び慕う優秀な助手。年齢は「特命課長」では39歳（山吹より2歳年上）。元々はドラマ版のキャラクターであり、後に逆輸入された。
若い男だけあって性欲旺盛で美人に弱いスケベな性格。エロ妄想をしてはたびたび只野からツッコまれる。ケンカは弱いが正義感は強く、会社で働く只野と交代する形で情報収集やターゲットの尾行などを行う。「ファイナル」からはケンカでもボロボロになりつつ相手を倒すシーンが描写されるようになった。
元々は普通の青年だったが、ガラの悪い男たち相手に注意したため痛めつけられ、その正義感を見込んだ只野に助けらる形で助手にスカウトされた。以後は森脇の希望により、電王堂のメールボーイとして働く。「特命課長」でも同じ仕事をしている。
「ファイナル」では社内でも只野とよく話しているので、山吹からゲイ疑惑をかけられている。
ドラマ版では只野の後輩でもう一人の特命社員という設定。女とケンカに弱いが、パソコン関係に強く情報収集を得意とする。
入江 豊（いりえ ゆたか）
電王堂の部長。初登場時51歳。「ファイナル」では60歳。「ルーキー」では43歳で営業課長（この10年後にインポになる）。佐川の同期にして親友。作中では「人生」や「日本の在り方」について語ることが多い。
長身美形で実家が資産家と恵まれた境遇であり、社内では「ミスター・アルマーニ」と呼ばれ、電王堂一番のダンディとして有名。人格者であり、自分の生まれや経歴をまったく鼻にかけず、只野のことも気に入っている。そのダンディぶりは森脇からも認められており、入江が去った後に別の社員が一番のダンディと言われる中で「入江さんの方がずっとダンディ」と述べている。
一方で作中では只野以上の変わり者と佐川に言われており、様々なヘンタイ行為が描写されている。登場当初はインポになっていたことでセックスができない不満から痴漢行為を繰り返していた。しかし、痴漢冤罪が薬となり手を引いた。このことは佐川しか知らない。性欲はあるが自身はインポであるため女性を抱くことができず、精力のある佐川を羨ましく思っている。
部長から重役に昇進したが、「ファイナル」にてたまらない淋しさから鬱病に罹り、後に電王堂を退社。鬱病が治った後はスキンヘッドになったり、ブス好きになり多数のブス子ちゃんと関係を結んだ。セックスはできないので尻の間に顔を埋めるというヘンタイ行為を楽しんでいる。作中では佐川と「人生」について語り合うことが多く、「ファイナル」では和美やシズカも巻き込んで様々な持論を語り、教祖扱いされている。
長らく下の名前は不明だったが「ルーキー」にて「豊」と判明した。
和美（なごみ）
初登場時34歳。「ファイナル」では38歳。身長162センチ、スリーサイズは上から88・62・91（「ファイナル」時のもの）。佐川の愛人でムチムチボディの美熟女。
佐川が海辺で悩み相談をしていたので、相談したのをきっかけに知り合った。登場当初は人妻（セックレス）だったが、紆余曲折を得て佐川の愛人となり、そのままボロアパートに転がり込んできた。歪んだ性癖に目覚めた夫から4Pや5Pまで強要されたため逃げてきた。「ファイナル」にて夫と離婚したことが判明する。グラマラスな美熟女であり、佐川の巨根に夢中。毎晩のように求めてきては佐川を疲れさせている。
大人しそうに見えるが破天荒でつかみどころのない性格をしており、佐川のもとに転がり込んだ際は「旦那を殺した」と嘘を吐いて振り回したことがある。
当初は佐川から重荷に思われていたが、「ファイナル」ではめでたく佐川との同棲が本格的なものとなり、ボロアパートを卒業して新居で暮らし始める。
和美の夫
資産家の中年。女性の性器が気持ち悪くてセックスができず、妻とは三年以上もセックスレス。和美のことは愛する一方で、佐川と和美の浮気を認めており、交際費として100万以上渡している。歪んだ性癖の持ち主でもあり、佐川と和美の性交を見たいと言い出し佐川を困らせた。しかし後に吹っ切れた佐川により念願叶い、佐川と妻のセックスを目の当たりにしたことで性的興奮を得、久々に妻とセックスに興じた。以後も佐川に3Pを頼むが拒否されたため暴走し始め、妻に4Pや5Pまで強要するようになったため逃げられてしまった。しかし、佐川の住居を訪ねてきており、和美との関係を快く認めている。
「ファイナル」にも登場しており、佐川のもとを訪れたタイミングで運悪く、佐川の愛人・宮内栄子のDV夫と遭遇。騒動に巻き込まれた末に逃げ出した。後に和美と離婚したことが語られ、自身も新しい恋人を作っている。しかし、今でも和美のことは気にかけている。
仙川 喜久夫（せんかわ きくお）
佐川や入江の同期。電王堂を早期退職後、1000万を資金に脱サラして焼き肉屋を始める。だが、狂牛病騒動により開店間もなく閉店。妻とも離婚した。
これらのことからすっかりやさぐれ、一時は黒川会長を逆恨みして「私財を投げ打って償わないと家に火をつける」と脅迫状を送った。その後、アパートの隣室に住んでいた美代子と恋仲となり、彼女から継母を火事に見せかけて殺害し、保険金5000万をいただく計画を持ち掛けられる。迷った末に実行しようとしたその時、脅迫状の送り主を調査していた只野に見咎められ、只野の裁量で見逃されることとなった。継母は結局、信号無視したトラックに轢かれて死んだため、保険金を手に美代子と二人で人生を再スタートすることとなった。
手始めに二人で寿司屋を始めるが、美代子が若い男と駆け落ちしたことでまたもや自暴自棄となり、経営を投げ捨てて佐川のもとへ転がり込む。後に美代子と復縁し、再び寿司屋に復帰した。しかし経営は芳しくなく、佐川と入江からは心配されている。以後は美代子と共に登場しなくなった。
美代子
仙川が済むアパートの隣人女性。夫がいたがリストラされ離婚している。仙川を気に入ったと告げ、そのまま肉体関係を得て恋人となった。そして、二人で新たに人生を始めるために継母を殺害して保険金をせしめる計画を持ち掛けた。継母に虐められて育った過去があり、人殺しを戸惑う仙川に対し、美代子は「少し早くあの世に送ってやるだけ」と告げている。結局計画は只野の介入により失敗。しかし、継母は交通事故で死んだため保険金5000万を手にすることになり、仙川と寿司屋を始めた。
しかし、若い男と駆け落ちして仙川の前から姿を消してしまう。だがその男もロクデナシだったことから別れ、仙川のもとへ戻ることを考える。この事実を知った佐川からは自分勝手であることを責められている。佐川を通じて美代子の居場所を知った仙川が怒鳴り込んできたものの、憎み切ることはできなかったようで復縁。再び寿司屋を始めるが経営は思惑ない様子。
ちずるママ
38歳。むっちりした身体の和服美人。「BARちずる」のママ。黒川会長から恋慕されているが肉体関係はない。ガサツで下品なOLをそそとしたお嬢様に更生させるように会長から依頼され、それが縁で只野と知り合った。見返りに只野にセックスを要求し、特命が終わった後も「一緒に寝たのを会長にバラす」と脅しつけて性交に興じている。
後に会長失脚狙う金子社長ら4名の陰謀に利用され、300万と引き換えに会長をホテルへ誘う（金に目が眩んで思考停止していたので陰謀や理由までは聞かなかった）。これに関しては会長も只野も「ホテルに連れて行くだけで300万もらえるなら俺もやった」としてちずるママは攻められることはなかった。以後は登場しなくなった。
柴木アナ（しばき）
23歳。新人の女子アナ。若さがウリで元気ハツラツ。常にワガママを言っては周囲を困らせており、男たちに「柴木をシバく（エロいお仕置きをする）」妄想させて悶えさせている。

### 「ファイナル」からの登場人物
足立 由美（あだち ゆみ）
女性秘書。26歳。身長163センチ、スリーサイズは上からB86・W62・H87。血液型はB型。
坪内がいつ寿退社してもいいようにと後任として登場した。元々はドラマのキャラクターであり、森脇同様逆輸入された。ただし名前はドラマと原作で異なる。
昼の只野を見ている内に興味を抱き、転じて好意へ変化した。それが縁で山吹と仲良くなる。一緒に只野正体を探るべく尾行したことがあるが、すぐに見破られ失敗した。
スタイル抜群の美女だが、やたらとAVのスカウトが多く、顔立ちがエッチであることを気にしている。
秘書課に所属するには「家柄がしっかりしている」「自宅通勤」という条件が必要であり、足立自身も億ションで両親と暮らしているお嬢様である。ただし、偉ぶったり相手を見下すようなことは一切していない。
会田
女性社員。普段は「地味カワイイ」が仕事帰りは「派手カワイイ」になる。昼の只野を好いており、手作り弁当を渡すなどして猛アタックを掛ける。それが気に入らない足立も同じことをし始め、半ば対立することに。
シズカ
入江に家政婦兼愛人として雇われたブス子の一人。チビでやや肥満体型と容姿がコンプレックスになっており、暗い性格で口数が少ない。
彼女の前に数人のブス子がいたが、いずれも入江のもとを去り、シズカがメインキャラクターとして定着した。一度入江のもとを去ったが、後に友人を連れて戻ってきた。
料理がヘタで入江も辟易するほどだったが、後に普通に料理が作れるなどスキルアップを果たした。
なお、入れ替わり立ち代わりに登場したブス子の中に「シズカ」という名前がいたが、同姓同名の別人である。
奥村 智美
巨乳で有名な女子アナ。新水が朝売テレビにいた頃の先輩。38歳。
二ヶ月前に離婚した元夫からストーカー紛いのつきまといを受け、それを新水に相談したことから只野を通じて森脇がボディガードを行うこととなった。しかし、奥村の大ファンであるヤクザの組長が嫉妬心から森脇と元夫を組員に襲わせ、痛めつけてしまう。これにより奥村は只野にボディガードされ、組長の存在を掴んだ彼の提案により住居を引っ越すこととなった（奥村の家は組長のすぐ近くだったため監視されていた）。
実は一度も絶頂を迎えたことがなく、只野のイケメンぶりに好意を持ったこともあり、「私とHしたという嘘を新水に言う（奥村は只野と新水の関係を見抜いている）」と脅してしまう。只野セックステクニックの前に絶頂を迎え失神。特命が解決した後もたびたび只野を呼び出してはセックスの快楽に耽るようになった。
大町 今日子（おおまち きょうこ）
新水の同僚でスーパー女子アナ。29歳。通称「キョウパン」。フリーになったが、「一年間は他局の番組には出ない」という暗黙の了解を守っている。
只野に特命で助けられた際に惚れ込み、そのままセフレのような関係となった。同時に途轍もない淫乱に目覚め、たびたび只野を呼んではセックスの快楽に耽っている。
宮内 栄子（みやうち えいこ）
DVの夫を持つ人妻。和美と比べると若くて細身。
和美が佐川のアパートから去った後、入れ替わるような形で佐川と出会い、頼み込んで厄介になることに。DV夫に悩まされており、裸足のまま逃げてきた。次第に佐川とは男女の関係となり、和美とは佐川を巡るライバルのような間柄となる。ただし、佐川にカラダを許したものの佐川に対する恋愛感情は特に描写されていなかった（佐川が自分に欲情しているのに気づき、恩義から抱かせたとも取れる表現である）。佐川の見ていないところでは和美と失言の応酬を交わしているが、佐川の前では互いに平静を装っている。和美の夫が訪ねてきた際にDV夫まで現れてしまい、DV夫は佐川のアパートで大暴れ。その時から栄子は姿を消してしまい、以後登場しなくなった。
愛人契約の女子大生
入江の前に現れて自分を500万で買ってほしいと嘆願してきた可愛らしい女性。父親が自殺したため母と弟を養う立場となり、当初は入江を騙して金だけ奪うつもりだった。しかし、罪悪感には勝てずお金を返して謝罪。
一度入江の前から立ち去ってしまったが、自分一人で家族を養うのは無理として再び契約を結んだ。入江はセックスができないため、食事につき合う、脱ぎ立てのパンティを渡すなどの行為をさせられていた。しかし、肝心の入江がうつ病を患ったため関係は自然消滅したらしく、以後は登場していない。
西山 ハルミ（にしやま ハルミ）
和美の知り合い夫婦。ナイスバディだが一度もイったことがない。常に無表情でクールな性格。当初は西山夫妻と佐川、和美を交えてのスワッピングをする予定だったが、佐川が拒否したため破談となった。以後は夫のもとを離れ、愛人と過ごしていた。そんな中で佐川と再会し、そのまま二度ほど一夜を共にした。佐川の提案によりアナルセックスをすることとなり、感じて善がったものの、絶頂に至らなかった。
後に佐川から居場所を聞いた夫により包丁で刺され、大怪我をしたことが判明。佐川はメールを送ったが返事は返らず、以後登場しなくなった。
ハルミの夫
和美の知り合い夫婦。一度もイったことがない妻ハルミを交え、佐川、和美とスワッピングをする予定だった。佐川に「男はのた打ち回って生きるのが幸せ」と語るが、後にハルミに逃げられ、精神的に追い詰められていたところ、佐川から居場所を聞き、妻を刺してしまった。のた打ち回った末に逮捕されて懲役を受けたことが語られ、以降は登場しなくなった。
森葉 ナオ（もりば ナオ）
「ルーキー」に登場した森場直美の姪。直美を「姉さん」と呼んでおり、子供の頃から只野のことを聞いていたという。現在はどこかの会社で特命社員のようなことをしており、只野に協力を求めたことがある。只野も憧れの女性にそっくりなナオに強く惹かれたが、すぐに行方不明となり只野の前に姿を見せることはなかった。
有藤 建明（ありとう たけあき）
総会屋結命社代表。48歳。裏社会では有名人であり、有権者を脅迫して金を引き出させているが一度支払えば二度と金銭を要求しないことで一定の信頼を受けている。初登場は16巻「社内カウンセラー」から。
電王堂の社内カウンセラーになった女性の父親が大臣も経験している国会議員だったことに目をつけた有藤は、女性の男遊びの証拠写真を撮り父親を脅迫。3000万ものの大金を得て引き下がった。女性の男遊び相手は只野であり、有藤は昼と夜、両方の姿を写真に撮っている。このことから只野の正体に気づかないまでも気になる男として考えていたが、ターゲット外と見て深入りはしなかった。実は只野としてはカウンセラーにつきまとわれていただけであり、有藤のおかげでバカ女と手が切れたと感謝していた。
二度目の登場は18巻「殴打事件」となる。電王堂の大沢重役がホステスを「態度が悪い」として殴ったため、「ホステスには被害届を出させ、マスコミにも流す」と黒川に脅しを掛け、3000万でモミ消すと要求。しかし、この事件は電王堂の別の重役（菱山）が仕組んだ狂言であった。菱山は大沢を失脚させるためにホステスを傀儡とし、ウソの情報を結命社に流したのだった。結果、菱山重役は只野と有藤の両方から追及を受け電王堂はクビとなり、有藤には電王堂から5000万を払う形となった。しかし、菱山の退職金から支払ったと考えれば実質的な損害はゼロである。
その後、有藤はすっかり只野を気に入り、部下を通じて勧誘するが只野から返事をもらうことはなかった。
登場当初は「只野と有藤は何度もガチンコで対決することになる」と語られたが、二度目となる18巻での登場を最後に出番はなくなった。

### 「ルーキー」からの登場人物
森葉 直美（もりば なおみ）
とある一流探偵事務所の所長。年齢不詳の美女。自称独身。身長168センチ、スリーサイズは上から92・61・95。
黒川社長の依頼により只野の相棒兼指南役となる。鋭い洞察力と幅広い情報網で只野の特命を助けるほか、セックスのテクニックなどを伝授している。戦闘シーンは少ないが、いざ戦いとなればパンチラキックを披露する。
「ファイナル」においても只野にとって憧れの女性と認識されていた。「ファイナル」では彼女の姪を名乗る美女が登場した。
丸川 ひとみ（まるかわ ひとみ）
社長秘書。24歳。容姿は坪内に酷似している。
気が強く高飛車な性格。夜の街でタチの悪いチンピラ二人組に絡まれていたのを只野に助けられてから虜になる。総務の藤とは社内の人気を二分しており、互いにライバル意識を持っているものの都会の夜道ですれ違った際、目が合ったことから交流し友人となる。さらには一緒にジュリアナ東京で踊るようになる。しかも中毒になっており踊らないとイライラするようになった。
昼の只野と夜の只野の声が似ていることに気づいており、そのことから昼の只野を意識するようになり嫌悪感にも似た感情を抱き始めたらしく、昼の只野の存在を嫌うようになった。
藤 矢子（ふじ やこ）
只野の同僚。23歳。容姿は山吹を黒髪にしたような感じ。性格面もドラマ版初期の山吹に近い。
気が強い性格で一目見た時から只野を毛嫌いしていたが、なぜか気になって目で追ってしまい、只野に気づかれるたびにイラついている。後に転んで身体を痛めたところを夜の只野に助けられ一目惚れすることに。しかしその相手が只野であることには気づいていない。
丸川とは互いにライバル意識を持っており、社内の人気を二分する美女同士という間柄。お互いに「イヤな女」と見ていがみ合っていたが、都会の夜道ですれ違った際、目が合ったことから交流し友人となる。さらには一緒にお立ち台で踊るように。丸川と違い中毒にはなっていない。
佐川係長のことも軽蔑しているが、それを表に出さないように振る舞うくらいには分別が付いている。只野に対しては当初こそ当たりが強かったが、連載が進むにつれてイラ立ちをぶつけるような態度は取らなくなった。
「ファイナル」においては退職したことが語られており、只野も今はどこでどうしているのかは知らない模様。
丸山課長（まるやま）
当時の総務二課の課長で只野や佐川の上司。48歳。「ファイナル」では70過ぎと語られている（ただし佐川は59歳なので矛盾する）。
眼鏡をかけたお局で厳しい性格。ミスの多い佐川係長をよく定規で叩き、ミスがあれば藤のことも叱るので総務二課では恐れられている。実は生まれたばかりの息子を失くしており、もしも生きていれば只野と同じくらいの年齢だったという。このことから只野に息子の面影を見ており大甘だった。このことは「ファイナル」にて佐川の口から只野に伝えられることになる。
「ファイナル」では老婆になって登場。退社した後、大家に家を借りて小料理屋を営んでいる。大家から「出て行かなければ家賃を倍にする」と脅され追い出されそうになったが、只野が大家を痛めつけ「ウチの組長の母親」とウソをついたことで事なきを得、家賃を半分にするという対応をしてもらった。
柴崎 静江（しばさき しずえ）
電王堂営業部。28歳。身長156センチ、スリーサイズは上から90・62・86。
ムッチリとした色白のマシュマロボディの持ち主。大の中年好きであり当初は佐川に一目惚れして男女の仲となるが、実は彼女には南という元恋人がいた。一度はしつこい南とヨリを戻し、佐川とは別れたが一年後にはまた佐川と関係を持つようになった。
沼入こずえ
佐川係長の同期。企画部。43歳。独身。中年女性だがムッチリした肉体の持ち主。
静江にフラれて傷心だった佐川と意気投合し、飲みに行った帰りにホテルで一夜を過ごす。以後は佐川のモノに惚れてセフレになった。
セツコ
キャバ嬢で只野のセフレ（調教相手）その1。26歳。身長168センチ。スリーサイズは88・63・90。
容姿は可愛らしいが只野曰く「頭はスカスカ」。只野をダーリンと呼んで惚れ込んでいる。
アケミ
キャバ嬢で只野セフレ（調教相手）その2。21歳。身長158センチ。スリーサイズは上から92・63・86。
あるキャバクラのナンバーワンでホストたちも魅了する美人だが、現在は只野に惚れ込んでいる。セツコ同様、只野をダーリンと呼んでいる。

### 「特命課長」からの登場人物
池島のぞみ
足立の後輩で新たな会長秘書。24歳。身長158cm。B86-W58-H90。

### 特命係長vs特命女子アナ
並野 容子（なみの ようこ）
朝売テレビに在籍する女性アナウンサー。33歳。あだ名は「ナミノヨウシ」。地味で目立たないが、正体は巨乳で美人の特命女子アナ。
『特命女子アナ 並野容子』の連載は終了しているが、コンビニコミックスに掲載された読み切り作品「特命係長vs特命女子アナ」に登場している。基本的に並野視点で描かれており、特命の最中に二度只野に助けてもらったのが縁で知り合いとなった。互いにセックスをしているところを妄想するなど、お互いに惹かれている様子。

## テレビドラマ
2003年から2012年まで高橋克典主演でテレビ朝日系にて放送された。
2017年から2018年まで「AbemaTV」にて『特命係長 只野仁 AbemaTVオリジナル』（全5話）、『特命係長 只野仁 AbemaTVオリジナル2』（全5話）が配信された。

## 劇場版
高橋克典主演のテレビ朝日系のテレビドラマ『特命係長 只野仁』の劇場版。2008年12月6日公開。

## パチンコ・パチスロ
2008年にニューギンからパチンコ・パチスロ化されている。当機の演出で、事実上の初アニメ化となった。

### 出演声優
- 只野仁 - 子安武人
- 森脇幸一 - 岸尾だいすけ
- 坪内紀子 - 大原さやか
- 山吹一恵 - 植田佳奈
- 佐川和男 - チョー
- 新水真由子 - 松井菜桜子
- 黒川重蔵 - 飯塚昭三

## ソーシャルゲーム
2012年6月28日からGouacheからGREEにて『特命係長 只野仁の「四十八手伝説」』としてフィーチャーフォン版にソーシャルゲーム化された。後に、同プラットフォームにてスマートフォンに対応した。